# پان لی-چون
پان لی-چون (انگلیسی: Pan Li-chun؛ زادهٔ ۲۶ فوریهٔ ۱۹۸۲) یک بازیکن تنیس روی میز اهل تایوان است.